# Унгень (футбольный клуб)
ФК Унгень (рум. FC Ungheni) — молдавский футбольный клуб из города Унгены. Домашние матчи проводил в Ниспоренах, так как собственный стадион на конец 2016 года всё ещё находился в процессе строительства.

## История
Основан в 2012 году. Не являлся правопреемником ранее выступавшего клуба из Унген. В официальных соревнованиях выступал с сезона-2013/14. В сезоне-2014/15 стал победителем зонального турнира Дивизии «Б».
В следующем сезоне, выступая в Дивизии А, занял 4-е место (2-е среди команд, не являющихся дублями). Из-за того, что победитель турнира «Спикул» не получил лицензию для выступления в Национальной дивизии, клубу «Унгень» было предоставлено право на повышение в классе.
В сезоне-2016/17 играл в Национальной дивизии. Возглавлял команду тренерский дуэт Вадим Борец и Константин Арбэнаш, однако в октябре 2016 года из-за неудачных выступлений они покинули команду. В ноябре 2016 года в качестве главного тренера был заявлен Юрий Блонарь, а фактически клуб тренировал 30-летний Николай Цуркан, не имеющий тренерской лицензии.

## Статистика выступлений
| Сезон   | Дивизион    | Дивизион    | Место    | И  | В  | Н | П  | ГЗ | ГП | О  | Кубок Молдовы    |
| ------- | ----------- | ----------- | -------- | -- | -- | - | -- | -- | -- | -- | ---------------- |
| 2013/14 | Дивизия Б   | Север       | 6 из 10  | 18 | 6  | 5 | 7  | 39 | 32 | 23 | 1-й раунд        |
| 2014/15 | Дивизия Б   | Центр       | 1 из 10  | 18 | 14 | 2 | 2  | 58 | 21 | 44 | 1-й предв. раунд |
| 2015/16 | Дивизия А   | Дивизия А   | 4 из 14  | 26 | 13 | 5 | 8  | 48 | 38 | 44 | 1/8              |
| 2016/17 | Высшая лига | Высшая лига | 11 из 11 | 30 | 4  | 5 | 21 | 19 | 79 | 17 | 1/16             |
| 2017    | Дивизия А   | Дивизия А   | 10 из 13 | 18 | 4  | 6 | 8  | 26 | 33 | 18 | 2-й раунд        |
| 2018    | Дивизия А   | Дивизия А   | 7 из 12  | 22 | 7  | 7 | 8  | 50 | 65 | 28 | 1-й раунд        |
| 2019    | Дивизия А   | Дивизия А   | 13 из 15 | 28 | 9  | 3 | 16 | 55 | 83 | 30 | 2-й раунд        |

## Тренеры
- Дорин Бамбуляк (2015 — 2016)
- Вадим Борец и Арбэнаш Константин (июль 2016 — октябрь 2016)
- Руслан Граур (08.10.2016 - 12.11.2016)[5]
- Юрий Блонарь (с ноября 2016)
- Цуркан Николай (c 13.11.2016)
- Игорь Урсаки (8 февраля 2017 — 31 декабря 2019)